# Света Петка (Златолист)
Вижте пояснителната страница за други значения на Света Петка.
„Света Петка“ е възрожденска българска църква в светиврачкото село Златолист (Долна Сушица), част от Неврокопската епархия на Българската православна църква.

## Архитектура
Храмът е построен е в 1887 година в южния край на селото, до реката, вдясно от входа на селото откъм Катунци. Външните размери на църквата са 6 m на 5 m. Покрита е с керемиди. Около храма има към 2000 m2 църковно място. Храмът е възстановен е в началото на XXI век, след като покривът му почти пада.